# Быково (аэропорт)
Аэропорт Быко́во — бывший (исторически, второй по счёту) аэропорт Москвы, располагавшийся в 35 км к юго-востоку от центра города. Был связан с городом железнодорожной линией Казанского направления Московской железной дороги (станция Быково). Кроме того, между Быково и городом Жуковский имеется связь по Жуковскому шоссе и улице Праволинейной.
Аэропорт принимал самолёты Як-42, Ан-12 и все более лёгкие, а также вертолёты всех типов. Возможен был также приём самолётов Ил-76 и Ту-154 без загрузки (перегонка в ремонт). Классификационное число ВПП (PCN) 38/F/B/X/T.
С 18 октября 2010 года эксплуатация аэропорта прекращена, он закрыт для приёма воздушных судов гражданской авиации и используется только как посадочная площадка для вертолётов подразделений МВД РФ. До октября 2010 года в Быково базировались авиатакси Dexter (затем были перебазированы в аэропорт Жуковский).
В апреле 2011 начат демонтаж (снос) аэровокзального комплекса.
В июне 2011 года Быково исключён из Государственного реестра гражданских аэродромов Российской Федерации.

## История
Аэродром был создан и начал эксплуатироваться в 1933 г. Обслуживал авиарейсы в крупные промышленные центры России. Изначально имел грунтовую взлётно-посадочную полосу.
В 1936 году Центральный аэродром имени М. В. Фрунзе был временно закрыт на реконструкцию, и функции аэропорта столицы были переданы в Быково. 13 сентября 1936 года из аэропорта Быково начались регулярные авиарейсы по центральному расписанию. Эту дату можно считать днем рождения аэропорта.
Во время Великой Отечественной войны из кирпича была построена ВПП длиной 1000 м и шириной 80 м.
С 1948 года в Быково эксплуатировались отечественные пассажирские самолёты Ли-2, чуть позже — авиалайнеры Ил-12 и Ил-14.
В середине 1950-х на аэродроме построен единый командно-диспетчерский пункт и установлен обзорный радиолокатор.
В 1960 году построена асфальтобетонная ВПП длиной 1400 м, позволившая круглый год эксплуатировать не только самолёты типа Ил-14, но и пришедшие им на смену турбовинтовые Ан-24.
В 1968 году Быковский объединённый авиаотряд участвовал в проведении эксплуатационных испытаний первого в мире реактивного пассажирского самолёта для местных воздушных линий Як-40. Свой первый рейс по маршруту Быково — Кострома — Быково Як-40 совершил 30 августа того же года.
В 1970 г. пассажирооборот аэропорта впервые достиг 1 млн человек. В 1975 г. построено новое здание аэровокзала (пропускная способность 400 пассажиров в час). Пассажиропоток в 1975 году составил 1,5 млн пассажиров.
Короткая ВПП (менее полутора километров длиной) стала причиной инцидента, произошедшего 28 июля 1971 года с самолётом Як-40 (бортовой номер СССР-87719), который при пробеге после посадки выкатился за пределы полосы, пересёк автодорогу, врезался в близлежащие строения и загорелся. Подобные инциденты повторялись в 1970-х годах. В 1979 году ВПП реконструирована (её длина доведена до 2200 м, а прочность увеличена), на аэродроме обновлено светосигнальное оборудование, установлено новое радионавигационное и связное оборудование.
В 1980 году Быковское авиапредприятие освоило самолёт третьего поколения — 120-местный Як-42. 22 декабря выполнен первый регулярный рейс на Як-42 в Краснодар и обратно.
За 1990 год аэропортом было обслужено 2,8 млн пассажиров.
В 1994 году аэропорт был приватизирован, государство оставило 51 % акций, 49 % получил трудовой коллектив, образовано ОАО «Быко́во-Авиа». Аэропорт принимал самолёты, эксплуатирующиеся на местных воздушных линиях и авиалиниях средней протяжённости.
Последний регулярный рейс (Москва — Нижний Новгород) выполнялся на самолётах Як-42 авиакомпанией «Центр-Авиа» до 2009 года.
С 2009 по 2011 годы аэропорт не обслуживал регулярные авиарейсы. В Быково летали только самолёты и вертолёты ГУ «МАЦ» и МВД, выполнялись чартерные рейсы.
В планах Московской области было до 2012 года создать на основе аэропорта Быково современный международный аэропорт с обслуживанием 500 тыс. человек в год, с формированием сопутствующей инфраструктуры в виде автомобильных трасс и железной дороги.
Аэропорт закрыт с 18 октября 2010 года из-за истечения срока действия договора аренды аэродромного комплекса, который в последние годы эксплуатировался ООО «Аэропорт Быково». На право аренды комплекса был объявлен аукцион. Сроки его проведения не уточнялись.
В январе 2011 года глава Министерства транспорта РФ Игорь Левитин заявил, что российские власти не планируют развития перевозок гражданской авиации в Быково; по-видимому, это будет[когда?] аэродром для авиации специального назначения.
В апреле 2011 начат демонтаж (снос) аэровокзального комплекса.
В июне 2011 года аэропорт Быково исключён из Государственного реестра гражданских аэродромов Российской Федерации. 
По состоянию на январь 2025 г. здание аэропорта снесено, на его месте построены складские помещения. Стоянки для самолётов используются как парковка для таможенных автомобилей.
Расположение метеорологической площадки метеостанции (АМСГ) аэродрома Быково в 2000-х годах не соответствовало требованиям руководящих документов, согласно которым метеорологическая площадка должна быть удалена от зданий и деревьев не менее чем на 10-кратное значение их высоты. Фактически метеоплощадка находилась в нескольких метрах от здания аэровокзала. Как следствие, данная метеостанция значительно (порой на 1—2 градуса) завышала температуру воздуха; нередко температура воздуха в Быково являлась самой высокой среди всех метеостанций Московской области. В августе 2011 года метеостанция Быково была закрыта. Ранее метеоплощадка располагалась на противоположной от аэровокзального комплекса стороне ВПП, недалеко от локатора системы РСП (радиолокационной системы посадки).
Во время проведения авиасалона МАКС на летном поле бывшего аэропорта Быково организуется перехватывающая стоянка для автомобилей посетителей выставки емкостью 15 тыс. мест.

## Быковский авиационный ремонтный завод
На территории аэродрома и посёлка Быково с 1931 по 2011 годы находился Быковский авиационный ремонтный завод, который выполнял ремонт многих типов авиатехники, но в последние годы специализировавшийся на ремонте ряда авиационных агрегатов. До 1995 года предприятие называлось «Завод № 402 гражданской авиации» и выполняло ремонт самолётов По-2, Р-5, Ан-2 и авиамоторов М-11, АШ-62ИР, АШ-82В. Впоследствии был освоен ремонт более современных самолётов Ил-18, Ил-76, Як-42, Ту-204.

## Происшествия
- 12 сентября 1945 года в 12.05 при перелете с аэродрома Быково Московской области на аэродром Балбасово при взлете командир корабля самолёта Пе-8 № 42811 гвардии майор Ищенко после круга над аэродромом снизился с высоты 400 метров до 60 метров, на границе аэродрома оторвалась левая плоскость, вследствие чего произошла катастрофа. Экипаж погиб.
- 31.03.1971 В ходе тренировочного полёта по ошибке командира экипажа самолёт Ан-24 с бортовым номером 46747 совершил посадку без выпущенного шасси. Экипаж в составе трёх человек не пострадал.
- 18.04.1980 При подготовке к взлёту экипаж не установил закрылки во взлётное положение, из-за чего самолёт Ан-24 с бортовым номером 46220, оторвавшись от ВПП, не смог набрать высоту, задел бетонный забор аэропорта, пересёк шоссе, столкнулся с постройками и загорелся. Никто из находившихся на борту 47 человек не пострадал.